# Hans Wolffheim
Hans Wilhelm Adolf Wolffheim (* 4. Juni 1904 in Lüneburg; † 30. Oktober 1973 in Hamburg) war ein deutscher Lehrer, Literaturwissenschaftler und Lyriker.

## Leben und Wirken

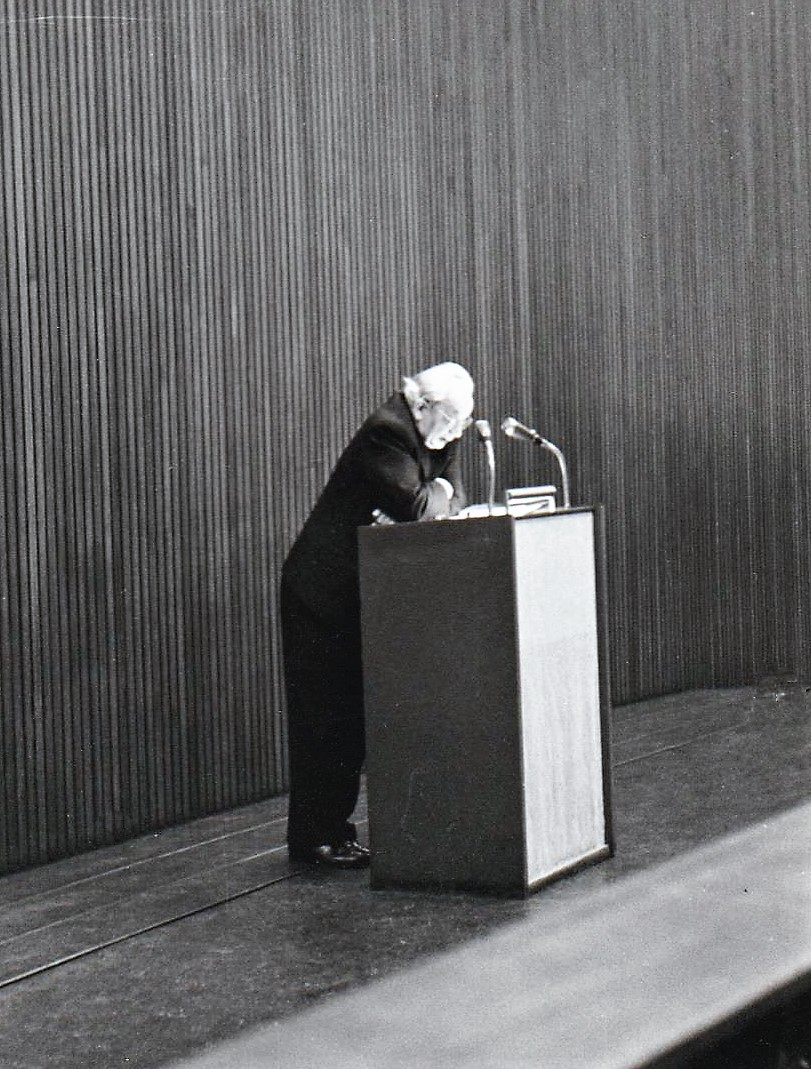
Prof. Hans Wolffheim 1967

Hans Wolffheim war der Sohn eines Kapitäns. Sein Vater hatte das Patent für Große Fahrt der Afrika-Linie in Hamburg und arbeitete später als Beamter bei der Hamburger Hafenpolizei. Ab April 1919 absolvierte Wolffheim das Lehrerbildungsseminar in Hamburg. Er bestand 1925 die erste, 1929 die zweite Lehrerprüfung. Von 1926 bis 1933 arbeitete er als Lehrer in Rothenburgsort. Er studierte berufsbegleitend acht Semester Germanistik, Anglistik, Geschichte, Philosophie und Psychologie an der Universität Hamburg. Zu seinen Lehrern gehörten Justus Hashagen, Walther Küchler, Robert Petsch, William Stern und Emil Wolff. Er promovierte am 29. Mai 1933 bei Rudolf Petsch über Sinn und Bedeutung der Sonett-Gestaltung im Werk Eichendorffs.
Da sein Vater Jude war, durfte Wolffheims ab 1933 aufgrund des Gesetzes zur Wiederherstellung des Berufsbeamtentums nicht mehr unterrichten. Eine von ihm angestrebte akademische Laufbahn war ihm aus diesem Grund auch nicht möglich. Von 1933 bis 1935 war er als Journalist tätig und berichtete zum Beispiel als Sportreporter für das Hamburger Fremdenblatt. Die Nationalsozialisten zwangen ihn aufgrund der Nürnberger Gesetze, ab 1935 als Transportarbeiter zu arbeiten. Dabei erlitt Wolffheim Gesundheitsschäden, aufgrund derer er 1944 im Krankenhaus lag und anschließend eine Genesungskur erhielt.
Nach dem Ende des Zweiten Weltkriegs hatte Wolffheim ab 1945 die Möglichkeit, an der Hamburger Universität zu arbeiten. Ab dem Wintersemester 1945/46 hatte er dort eine Stelle als Lehrbeauftragter. Er habilitierte 1948 über Wielands Begriff der Humanität und arbeitete anschließend als Privatdozent für neuere deutsche Literaturgeschichte. Zum Wintersemester 1955/56 erhielt er eine außerordentliche Professorenstelle ohne Beamtenstatus. Zu seinen Schülern gehörten Heinrich Breloer, Bazon Brock, Manon Grisebach, Helmut Heißenbüttel, Paul Kersten, Friedrich Pfäfflin, Klaus Rainer Röhl, Peter Rühmkorf, Helmut Salzinger, Klaus Schröter, Rolf Tiedemann und Robert Wohlleben.
An der Hamburger Universität gründete Wolffheim, der entfernt mit Fritz Wolffheim verwandt war, 1971 die heutige Walter-A.-Berendsohn-Forschungsstelle für deutsche Exilliteratur.

## Wissenschaftliche Arbeiten
Als einer der Ersten seines Faches nahm sich Wolffheim der Werke Hans Henny Jahnns und der Exilliteratur an. Er beschäftigte sich auch mit Heinrich Heine, Rudolf Borchardt, Heinrich und Thomas Mann, Rudolf Alexander Schröder und Karl Wolfskehl. Wolffheim bearbeitete Briefe, die Alfred Mombert an Richard Dehmel und dessen Gattin Ida schrieb und publizierte auch selbst.